# Spielpartei
Unter einer Spielpartei verstehen Spielpädagogik und Sportwissenschaft eine undifferenzierte Gruppierung von Spielern innerhalb eines Spielgeschehens, die einer anderen ähnlichen Gruppierung in einem Wettspiel gegenübersteht. Die Parteienbildung kann zwei oder mehr Einzelspieler wie auch zwei oder mehr Gruppen von Spielern umfassen.

## Charakteristik
Eine Spielpartei unterscheidet sich strukturell von einer Mannschaft: Wie es der Ausdruck ‚Partei’ (von lateinisch „pars“ als „Teil von etwas“) schon ausdrückt, handelt es sich um die einfache Aufteilung von Spielern in verschiedene Einheiten, die gegeneinander um den Sieg in einem Wettspiel konkurrieren: Während eine Mannschaft durch die klare Abgrenzung und Zuweisung von bestimmten Teilaufgaben innerhalb der Spielgruppe gekennzeichnet ist (Torwart, Verteidiger, Mittelspieler, Stürmer, Flankenspieler etc.), werden den Spielern der kaum oder gar nicht strukturierten Spielpartei in der Regel keine speziellen arbeitsteiligen Funktionen zugeteilt: Bei Parteienspielen fehlen das ausgeklügelte strenge Regelwerk und die Spezialisierung auf bestimmte Spielpositionen und Spielfunktionen, die einander taktisch und strategisch zugeordnet sind, . . .und bei denen sich Spielerpersönlichkeiten und Stars auf den einzelnen Positionen herausbilden können. Spielparteien werden oft durch Abgrenzungen voneinander getrennt, wie beispielsweise durch eine Linie beim Völkerball oder ein Seil oder Netz beim Schnurball, und so schon äußerlich als gegnerische Gruppierungen erkennbar. Es handelt sich bei den Spielparteien um einfache, meist im freien Kinder- und Straßenspiel übliche, aber auch in Kindergärten und Grundschulen praktizierte Organisationsformen des Wettkampfgeschehens.

## Strukturgeschichte
Das Bilden von Spielparteien geht spielhistorisch der Mannschaftsbildung voraus. Schon in den frühen Spielesammlungen finden sich detaillierte Hinweise auf die Einteilung von Kindern in kleinere und größere Spieleinheiten, etwa in dem für Erzieher und Kinder verfassten Spielebuch des Philanthropen Johann Christoph Friedrich GutsMuths aus dem Jahr 1796,  in dem zur Wehrertüchtigung gedachten Lehrbuch des als Pionier der Turnerbewegung bekannt gewordenen Pädagogen Friedrich Ludwig Jahn und seines Schülers und Mitarbeiters Ernst Wilhelm Bernhard Eiselen aus dem Jahre 1816 oder in der historischen Spieleaufarbeitung des Philologen Walter Stuhlfath aus dem Jahr 1928. Erst mit der Steigerung des Anspruchsniveaus, mit der Professionalisierung des Spielbetriebs und der Entwicklung zum Massenphänomen des Hochleistungs- und Zuschauersports ergab sich eine allmähliche Veränderung von der bloßen Parteien- zu einer Mannschaftsstruktur bei der Gruppenbildung.

## Rang und Rolle im Spielgeschehen
Es handelt sich bei der Bildung von Spielparteien und dem Austragen von Wettkämpfen in entsprechenden Parteienspielen  oft um Vorstufen der großen Sportspiele, wie sie etwa noch in den Straßenspielen der Kinder und Jugendlichen sichtbar werden oder um Trainingsformen, mit denen Elemente des Mannschaftssports spielerisch eingeübt werden. Das Bilden von Spielparteien und Spielen in Parteienformation ist typisch für die Organisation von Gruppenspielen im Vorschulalter. Das hängt nach Jean Piaget entwicklungspsychologisch mit dem „Stadium des Egozentrismus als Zwischenstufe zwischen individuellem und vergesellschaftetem Verhalten“ und einem erst im Entstehen begriffenen Regelbewusstsein zusammen, das nach seinen Beobachtungen erst im 7. bis 8. Lebensjahr allmählich an Spieleinfluss gewinnt: In diesem Stadium entsteht allmählich die Kooperation im Spiel. Das Kind hat ein soziales Interesse, und durch das gegenseitige Verständnis wird das Spiel zunehmend sozial. Die Regelkenntnis der Kinder ist jedoch meistens noch bruchstückhaft. Dem Beobachter bietet sich das Bild des sogenannten Parallelspiels, bei dem jedes Kind den Ball am liebsten selbst behalten und ins Tor befördern möchte. Vom Vorschulalter bis in das Grundschulalter hinein sind didaktisch in der Regel nur Parteienformationen möglich, da entwicklungsbedingt zudem das Einhalten der für das Mannschaftsspiel erforderlichen Funktionsaufteilung sowie das taktische und strategische Spieldenken noch nicht verfügbar sind. Das kindtypische Spiel besteht noch im Wesentlichen aus dasselbe Ziel anstrebenden Einzelkämpfern, das erst allmählich zu einem Mannschaftsdenken und Teamgeist herangeführt werden kann. Im Profisport erhält das Bilden von kleinen Spielparteien vor allem in technischen, taktischen und konditionellen Trainingseinheiten eine funktionale Rolle.

## Beispiele
Spielparteien bilden sich bei den einzelnen Spielgattungen in unterschiedlichen Formen aus: So spielen etwa bei  Brettspielen wie Mühle, Schach oder Halma je nach Variante zwei bis sechs Spieler miteinander, die jeweils eine eigene Spielpartei bilden. Bei Kartenspielen wie Doppelkopf, Skat oder Rommé formieren sich Spielparteien, die im Duo oder als Einzelspieler miteinander bzw. gegeneinander agieren. Bei Bewegungsspielen wie Tischfußball, Drei-Felder-Ball oder Völkerball können einzelne Spieler oder Gruppen als Parteien gegeneinander antreten.